# Абусерисдзе
Абусерисдзе (груз. აბუსერისძე) — знатная семья в средневековой Грузии. Первые известные члены семьи, Иване и его сын Абусер, преданно служили у царя Баграта IV (1027—1072) как наследственные эристави Артануджи (в Кларджети) и Хихаты (в Аджарии). Абусер также был комендантом Ацкури и Цихисджвари и губернатором армянского города Ани. Его карьера, как и карьера его сына Григола, была прервана, когда они были взяты в плен конкурирующим грузинским военачальником Липаритом Багуаши в 1040-х годах. В результате этой неудачи семья пришла в упадок и у них осталась только Хихати, но все еще оставалась активной до XVI века, когда Абусерисдзе в последний раз упоминаются в список знати Самцхе-Саатабаго. Известный ученый Тбели Абусерисдзе (ок. 1190—1240) и амирспасалар (главнокомандующий) Иване (умер в 1355 г.) также принадлежали к этой семье.